# Невинищений шпигун (фільм)
«Невинищений шпигун» (англ. Spy Hard) — американська комедія режисера Ріка Фрідберга 1996-го року. В головних ролях зіграли Леслі Нільсен і Ніколет Шерідан.

## Сюжет
Секретний агент ВД — 40 повинен розладнати підступний план суперворога генерала Ранкора — божевільного психопата, що втратив руки під час вибуху, — але він озброєний і дуже небезпечний!
Місія суперагента — врятувати світ від руйнування, визволити дочку своєю загиблою багато років тому подруги, і, звичайно ж, упровадитися в ряди терористів разом зі своїм сексуальним напарником.

## Фільми, що пародіюються
- «Сам удома»
- «Правдива брехня»
- «Кримінальне чтиво»
- «Парк юрського періоду»
- «Швидкість»
- «Сестро, дій»
- «Ніколи не кажи ніколи»
- «Кульова блискавка»
- «Скелелаз»
- «Термінатор 2: Судний день»
- «Іншопланетянин»
- «Буч Кессіді і Санденс Кід»
- «Привид»
- «Аполлон-13»
- «Місія нездійсненна»
- «На лінії вогню»

## Камео
В епізодах фільму декілька разів з'являються відомі люди: Містер Ті в ролі пілота гвинтокрила, Пет Моріта в ролі офіцианта, Халк Хоган в ролі реслера і Рей Чарлз в ролі водія автобуса. Також в сцені падіння автобуса можна побачити Майкла Беррімана.

## Цікаві факти
- Головну пісню до фільму написав і виконав музичний пародист «Дивний Ел» Янковик.